# Sofia Galvão
Sofia de Sequeira Galvão (Lisboa, 6 de Abril de 1963) é uma advogada portuguesa.

## Biografia
Com carreira na advocacia — foi admitida em 1991 na Ordem dos Advogados Portugueses — Sofia Galvão completou, na Faculdade de Direito da Universidade de Lisboa, a licenciatura em Direito (1988) e o mestrado em Ciências Jurídicas (1995). 
Integrou, como sócia, as sociedades de advogados PLMJ & Associados (1991-2005), Sérvulo & Associados (2005-2007) e Vieira de Almeida & Associados (2007-2014), concentrando-se nas áreas de Imobiliário, Urbanismo, Ambiente e Turismo. Fundou em 2014 o projeto Sofia Galvão Advogados, uma boutique law firm especializada em Direito do Território, com pratica centrada, precisamente, no Direito do Urbanismo, que acabou por se incorporar na PLMJ, em 2024. 
Foi ainda, na qualidade de assistente (1989-2003), docente de diversas disciplinas na Faculdade de Direito de Lisboa, tendo estado também encarregue de reger a disciplina de Direito do Urbanismo. Durante o mesmo período foi coautora, com Marcelo Rebelo de Sousa, de umas lições de Introdução ao Estudo do Direito, com diversas edições. Também publicou um estudo sobre o Contrato de Cheque, correspondente à sua dissertação de mestrado. Foi, por fim, membro dos órgãos do Conselho Diretivo, do Conselho Pedagógico e da Assembleia de Representantes daquela Faculdade.
Entre os cargos profissionais que exerceu contam-se os de presidente da Direcção da AD URBEM - Associação para o Desenvolvimento do Direito do Urbanismo e da Construção, de secretária-geral da Associação de Promotores Imobiliários. Foi ainda, por designação do Ministro das Finanças, vogal da Comissão para a Reforma da Tributação do Património.

## Atividade política
Militante do Partido Social Democrata e dada como próxima de Marcelo Rebelo de Sousa, Sofia Galvão foi membro da Assembleia Municipal de Oeiras e desempenhou funções no XVI Governo Constitucional. Neste governo, chefiado por Pedro Santana Lopes, entrou como Secretária de Estado da Administração Pública e passou depois a Secretária de Estado da Presidência do Conselho de Ministros. 
Com Manuela Ferreira Leite tornou-se vice-presidente da Comissão Política Nacional do PSD (2008-2010). A seguir, foi apoiante destacada de Paulo Rangel, em 2010, quando este defrontou Pedro Passos Coelho nas eleições diretas, ganhas por Passos. 
Em 2016 é o próprio Passos Coelho quem leva Sofia Galvão a regressar à função de vice-presidente do partido. Ficou no cargo até o mandato da comissão política terminar, em 2018, ano em que Rui Rio passou a presidir ao PSD, após vencer as eleições diretas de fevereiro do mesmo ano.  